# Sarquel
Sarquel (em grego medieval: Σάρκελ; romaniz.: Sárkel; em cázaro: Šarkel; lit. "Casa Branca" ou "Torre Branca") foi um forte no rio Dom, hoje associado às ruínas perto de Cimljanskaja. Um primeiro forte existia na margem direita nos séculos VIII e IX, quando controlava o vau que cruzava o rio e sua população pertencia à Cultura de Saltovo. Depois de ser destruído, o grão-cã cazar pediu ao imperador Teófilo (r. 829–842) que construísse o castro de Sarquel. Cerca de 833, o espatarocandidato Petronas Camatero foi ao Tánais (Dom) e erigiu na margem esquerda uma fortaleza de tijolos cozidos com argamassa feita de pequenas conchas do rio, cuja guarnição de 300 homens eram anualmente substituída.
Suas ruínas têm um perímetro retangular que mede 193,5 por 133,3 metros, enquanto suas muralhas tinha 3,75 metros de largura. As estampas dos tijolos diferem das tradicionais estampas usadas no Império Bizantino. A evidência arqueológica revela que a fortaleza caiu em desuso poucas décadas depois de sua construção e o sítio transformar-se-ia num assentamento ordinário. Foi destruída por Esvetoslau I (r. 945–972) em 965, mas o assentamento subsistiu até o ataque de Vladimir II Monômaco (r. 1073–1125) em 1116/1117. Ibne Cordadebe, no século X, alude à fortaleza ao falar que um governador cazar residia no Dom e coletava um dízimo dos mercadores russos.